# كاتو تيثوري (فثيوتيس)
كاتو تيثوري (Κάτω Τιθορέα) هي مدينة في فثيوتيس في مقاطعة كينتريكي إلادا في اليونان.